# Хумла (район)
Хумла (непальск. हुम्ला जिल्ला) — один из 75 районов Непала. Входит в состав зоны Карнали, которая, в свою очередь, входит в состав Среднезападного региона страны.
На юго-западе граничит с районами Баджханг и Баджура зоны Сетхи, на юго-востоке и востоке — с районом Мугу, на севере и северо-западе — с Тибетским автономным районом Китая . Площадь района — 5655 км². Административный центр — город Симикот.
Население по данным переписи 2011 года составляет 50 858 человек, из них 25 833 мужчины и 25 025 женщин. По данным переписи 2001 года население насчитывало 40 595 человек. В северной части района население главным образом исповедует буддизм, а в южной части района — индуизм.